# 堺屋大地
堺屋 大地（さかいや だいち）は日本のコラムニスト、ライター、カウンセラー。
恋愛に関するコラム執筆やカウンセリング業を行っている。また芸能関係、日本のドラマ関係のコラムも多い。

## 人物
恋愛をロジカルに分析する恋愛コラムニスト・恋愛カウンセラー。現在は『文春オンライン』、『CREA WEB』（文藝春秋）、『smartFLASH』（光文社）、『週刊女性PRIME』（主婦と生活社）、『日刊SPA!』などにコラムを寄稿。これまで『女子SPA!』（扶桑社）、『スゴ得』（docomo）、『IN LIFE』（楽天）などで恋愛コラムを連載。LINE公式サービス『トークCARE』では、恋愛カウンセラーとして年間1000件以上の相談を受けている（2018年6月度／カウンセラー1位）。

## 略歴
2015年～2016年に『女子SPA!』で恋愛コラム連載を担当。
2020年頃から『文春オンライン』、『週刊女性PRIME』などに寄稿。
2021年頃から『現代ビジネス』に寄稿。『Smart FLASH』にて連続ドラマレビューの連載を担当。

## コラムニストとしての活動
『文春オンライン』（文藝春秋）　…芸能コラムを中心に執筆
『現代ビジネス』（講談社）　…芸能コラムを中心に執筆
『日刊SPA!』（扶桑社）　…恋愛コラムを連載
『女子SPA!』（扶桑社）　…芸能コラム、恋愛コラムを執筆
『集英社オンライン』（集英社）　…芸能コラムを中心に執筆
『Smart FLASH』（光文社）　…日本の連続ドラマレビューの連載を担当
『CREA web』（文藝春秋）　…芸能コラムを中心に執筆
『週刊女性PRIME』（主婦と生活社）　…芸能コラムを中心に執筆
『コクハク』（日刊現代）　…芸能人批評コラムを連載
などにコラムを寄稿している。